# 高光谱综合观测卫星
高光谱综合观测卫星（即高分五号01A卫星）是由中国航天科技集团有限公司八院研制，隶属于中国生态环境部与国家航天局的一颗对地观测卫星。该卫星重量约1300千克，设计寿命为8年，于2022年12月9日2时31分由长征二号丁运载火箭在太原卫星发射中心发射升空并成功进入高度约705公里的太阳同步轨道，2023年3月28日公布首批影像成果，同年11月完成在轨测试总结评审，并于2024年1月23日正式投入使用。